# Eublemma buettikeri
Eublemma buettikeri là một loài bướm đêm trong họ Erebidae.